# Aframax
Een aframax (Average Freight Rate Assessment maximum) is een tanker tussen de 80.000-120.000 ton draagvermogen. In 1954 ontwikkelde Royal Dutch/Shell het afrasysteem voor belastingredenen, waarbij afra staat voor average freight rate assessment en dus niets te maken heeft met Afrika zoals nogal eens gedacht wordt.

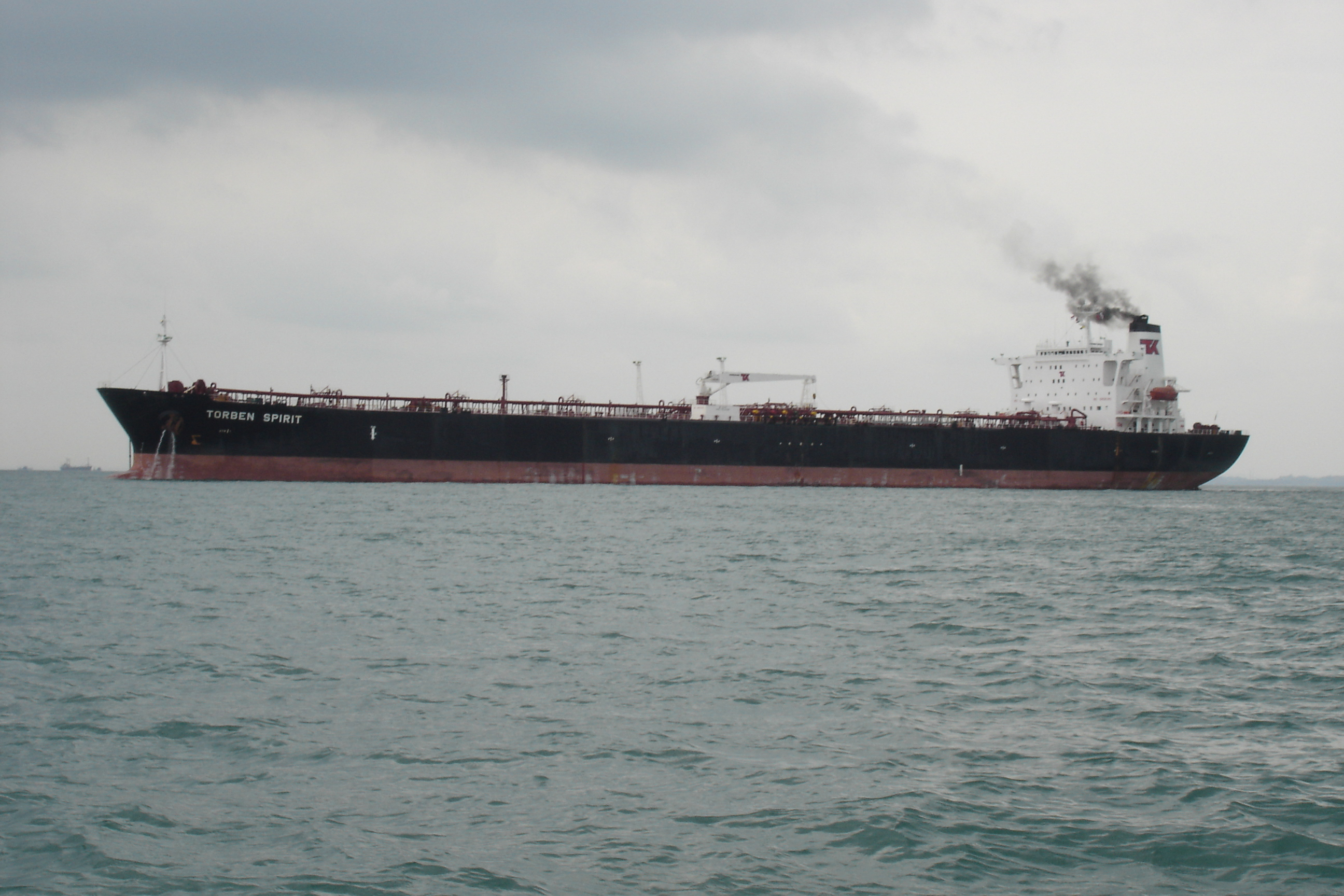
De Aframax petroleumtanker MT Torben Spirit voor anker in Singapore

## Geschiedenis
Tankers werden volgens het afra-systeem ingedeeld naar grootte. Om het een onafhankelijk instrument te laten zijn, schakelde Shell London Tanker Brokers’ Panel (LTBP) in. Deze deelde tankers aanvankelijk in als General Purpose onder de 25.000 dwt, Medium Range voor schepen tussen 25.000 en 45.000 dwt en Large Range voor de voor die tijd reusachtige schepen van meer dan 45.000 dwt. Gedurende de jaren zeventig werden de schepen echter steeds groter en de lijst uitgebreid, waarbij de tonnages overigens longtons zijn:
- 10.000 – 24.999 dwt – General Purpose tanker
- 25.000 – 44.999 dwt – Medium Range tanker
- 45.000 – 79.999 dwt – LR1 (Large Range 1)
- 80.000 – 159.999 dwt – LR2 (Large Range 2)
- 160.000 - 319.999 dwt - VLCC (Very Large Crude Carrier)
- 320.000 - 549.999 dwt - ULCC (Ultra Large Crude Carrier)

BP sloot zich al snel aan en in de jaren zestig volgden de Amerikaanse oliemaatschappijen. Voor de laatsten was het vooral interessant dat het systeem gebaseerd was op draagvermogen. In veel Amerikaanse havens was de maximale diepgang beperkt. Om deze reden gebruikten ze grotere schepen die vervolgens slechts deels geladen werden, aangezien een kleiner schip met dezelfde lading dieper zou steken. Het was belastingtechnisch voordeliger als schepen in de LR1 klasse vielen. Daarom veranderen de oliemaatschappijen de certificaten voor het draagvermogen van schepen die toch niet volgeladen rondvoeren. Hierdoor werden deze schepen bekend als aframax. Voor de IRS werd het echter een synoniem voor belastingontduiking. Zij verzochten LTBP om met een omrekenfactor te komen. Hierdoor verdween het belastingvoordeel.
Door interne herstructurering maakten Shell en BP vanaf 1983 geen gebruik meer van afra en ze verkochten de rechten aan LTBP voor £1,00. Gedurende de twee decennia daarna stopten ook de Amerikaanse oliemaatschappijen om met behulp van afra de vrachtprijzen te bepalen.